# ستوماتوسوكس

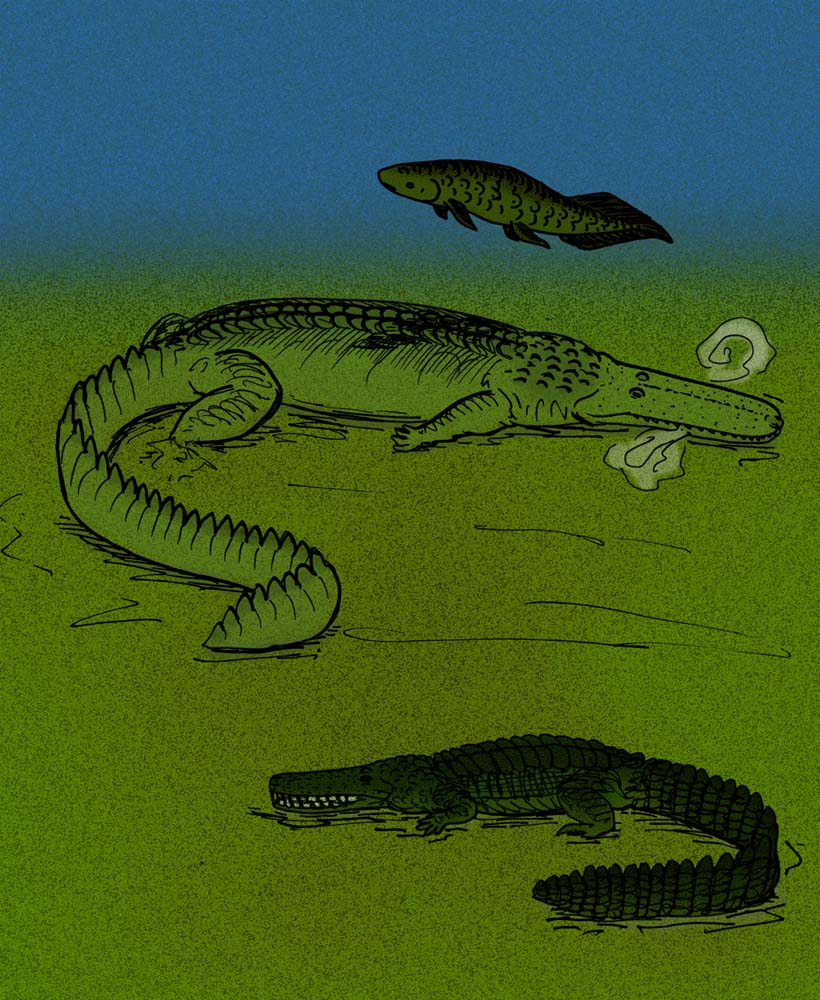
مقارنة الستوماتوسوكس (منتصف) مع اللاجانوسوكاس (أسفل)

الستوماتوسوكس إنيرميس (Stomatosuchus inermis؛ يعني "فم تمساح أعزل") هو جنس منقرض من الستوماتوسوكسيات عاش خلال الطباشيري المتأخر (مرحلة السينوماني) في مصر، وخلاف معظم تمساحيات الشكل من الصعب تحديد ماذا كان يأكل فجمجمته المسطحة كانت لها غطاء طويل مسطح مثل الخطم، الذي إصطف مع أسنان مخروطية صغيرة، والفك السفلي قد يكون بلا أسنان وربما يكون قد دعم بحلق كيسي مثل البجع.
العينة الوحيدة المعروفة جمجمة كبيرة والتي جمعتها البعثة الألمانية للإحاثي أرنست سترومر في مصر تم تدميرها عندما تم قصف متحف ميونيخ في غارة الحلفاء على ميونيخ سنة 1944.